# Kartäuserkloster Frankfurt (Oder)
Das Kartäuserkloster Frankfurt (Oder) (auch Kartause bei Frankfurt, lateinisch Misericordiae Dei ‚Gotteserbarmung‘ oder lateinisch Domus Misericordiae Dei ‚Haus der Barmherzigkeit Gottes‘; 1396–1404 lateinisch Exaltatio Beatae Mariae) war ein Kloster des Kartäuserordens bei Frankfurt (Oder), das von 1397 bis 1540 bestand.

## Geschichte

### Gründung
Die Kartause bei Frankfurt wurde 1396 von Bürgern der Stadt Frankfurt (Oder) vor den südlichen Mauern der Stadt gegründet. Die Gründung erfolgte wohl ohne besonderen Anlass. Ein Zusammenhang mit den Kämpfen um den Lebuser Bischof Stephan II. von Lebus und den falschen Woldemar ist umstritten. Die Gründer waren der Rat der Stadt, die Gewerke Bäcker, Schuhmacher, Fleischer und Schneider und die Stadtgemeinde mit Unterstützung von deren Leutpriester Albert Konow. Auf Ansuchen der Frankfurter Bürgermeister Friedrich Belkow des Älteren, Johann Beyer, Hentze Jesar und Johann Renner bestätigte Bischof Johann III. von Lebus als Ordinarius am 12. August 1396 die Stiftung.
Zugleich hatten die Frankfurter eine Anfrage an das oberste Gremium des Karthäuserordens geschickt, das Generalkapitel. Zu der Zeit herrschte das Abendländische Schisma, eine Spaltung der lateinischen Kirche mit konkurrierenden Papstansprüchen in Rom und Avignon von 1378 bis 1417. Die deutschen Karthäuserklöster folgten der römischen Observanz. Somit waren Generalprior Christoph von Maggiani (im Amt 1392–1398) und das seit 1391 ständig in der Kirche St. Johann in der Kartause Seiz tagende Generalkapitel zuständig. Die spezielle Leitung der ober- und niederdeutschen Ordensprovinz war 1381 Johann Castaris, dem Prior der Kartause Mariengarten bei Prag übertragen worden.
Trotz der weiten Entfernungen trafen bereits 1397 Vorschriften vom Generalkapitel zu Seiz ein. Der Prior des Kartäuserklosters Grabow bei Stettin, Johann zu Stettin, bekam vom Generalkapitel den Auftrag, die Klostergründung bei Frankfurt zu unterstützen. Das neue Kloster erhielt bis zu seiner Inkorporation einen Rektor, den Stettiner Vikar Jakobini. Diesem konnten zwei Mönche und ein Konversen freiwillig nach Frankfurt folgen. Rektor Jakobini blieb dem Stettiner Prior Johann unterstellt. Bei allen Entscheidungen musste Jakobini mit Johann Rücksprache halten. Wenn die Gründung zustande gekommen sei und Mittel zum Unterhalt von 13 Mönchen vorhanden wären, sollte das dem Generalprior gemeldet werden. Erst wenn die Lebensfähigkeit des Klosters durch bestimmte Einnahmen gesichert wäre, könnte es in den Orden aufgenommen werden.
Die Frankfurter Kartause war eine Stiftung der Frankfurter Bürger. Andere Klostergründungen erfolgten überwiegend durch Landesherren, die den Klöstern ausreichende Güter zuwiesen. Diese kommunale Stiftung war auf die Spenden der Gemeinde angewiesen. Am 15. August 1396, drei Tage nachdem er die Klosterstiftung bestätigt hatte, schrieb der Lebuser Bischof Johann III. einen 40-tägigen Ablass auf drei Jahre für alle aus, die innerhalb der Zeit mit Spenden und guten Werken die Vollendung des Baus fördern und für den späteren Unterhalt der Mönche sorgen würden. Zahlreiche Bürger beteiligten sich. Besonders taten sich Bürgermeister Friedrich Belkow der Ältere und Peter Petersdorf hervor.
Friedrich Belkow (eigentlich Friedrich Schultze; 1335–1405) wird in den Totenbüchern der Grandre Chartreuse fast wie der Gründer des Klosters angeführt. Zu seinen Schenkungen gehörte sehr wahrscheinlich das Dorf Niederjesar. Nach seinem Tod wurde für ihn, wie für ein Mitglied des Ordens, im Kloster ein Tricenarium mit dreißig Messen an dreißig aufeinanderfolgenden Tagen gehalten. Als das Geschlecht der Belkow Generationen später verarmte, wurde es vom Kloster unterstützt.
Peter Petersdorf reiste im Auftrag Frankfurts 1397 zu Markgraf Jobst nach Prag und erwirkte die Erlaubnis, 60 Schock ewigen Zins für das Kloster zu erkaufen. Er tat dies, indem er dem Kloster Güter im Gesamtwert der genannten Summe übereignete oder kaufte.
Zu den weiteren Schenkungen gehörte ein Weinberg am Heiligengeistberg. Er war ein Geschenk des Frankfurter Bürgers Nicolaus Damen (auch: Nicolaus Daam) und seiner Frau Elisabeth Damen, Witwe des Frankfurter Bürgers Peter Quentin. Der Weinberg gehörte dann den Kartausen Frankfurt und Stettin je zur Hälfte.
Das Kloster erhielt zunächst den Namen Exaltatio Beatae Mariae. Die Klostergebäude wurden an der Straße nach Guben nahe dem Ufer der Oder im Bereich des heutigen Carthausplatzes errichtet. Die ersten Mönche ließen sich 1397 in Frankfurt nieder. Als Gründungsdatum gilt der 2. Juli 1397, das Fest der Heimsuchung Marias.

### Entwicklung
Um 1400 wurde Johannes Schilp Rektor des Klosters. Er war zuvor erster Rektor im 1396 gegründeten Kartäuserkloster Marienehe bei Rostock gewesen. 1403 wurde Schilp beim Generalkapitel wegen schwerer Verfehlungen gegen die Ordensregeln angeklagt. Er und sein Prokurator hatten mehrmals innerhalb des Klosters mit weltlichen Personen an demselben Tisch gesessen. Einem Konversen Michael hatte er gestattet, in einem Vorwerk mit Frauen und Mädchen zu wohnen. Nachdem Schilp seine Vergehen nicht einsehen wollte, wurde er schwerer Geißelung für schuldig befunden. Aufgrund seines Alters wurde Schilp von der Strafe befreit. Man enthob ihn lediglich für zwei Monate seines Sitzes im Konvent. Dem geständigen Prokurator wurde lediglich ein Psalterium auferlegt. Es ist sehr wahrscheinlich, dass Johannes Schilp einige Jahre später erster Prior des Klosters wurde.
1404 wurde das Kloster vom Generalkapitel des Kartäuserordens inkorporiert und erhielt den Namen „Haus der Barmherzigkeit Gottes“ (lateinisch Domus Misericodiae Dei). Wegen der unsicheren Zeiten ließ sich das Kloster 1405 von Erzbischof Sbinko von Prag, Konservator des Karthäuserordens, eine Ausfertigung des 1356 von Papst Innozenz VI. dem Kartäuser-Orden gewährten Schutzbriefes ausstellen. 1406 wurde das Kloster zum ersten Mal visitiert. Wegen der Wichtigkeit dieser erstmaligen Prüfung des innerlichen klösterlichen Lebens wurde sie nicht vom zuständigen Visitator der Provinz Sachsen durchgeführt, sondern auf ausdrücklichen Befehl des Generalkapitels und des Generalpriors Stephan von Maconi durch Prior Hermann und Mönch Gilbert aus der Kartause Mariengarten bei Prag.
1415 wurde der spätere brandenburgische Kurfürst Friedrich I. Verwalter der Mark Brandenburg. Bei seinem ersten Besuch in Frankfurt baten ihn die Mönche um Bestätigung ihrer Besitzungen und Privilegien. Dies wurde ihnen am 28. Oktober 1412 gewährt. Zugleich erhielten sie die Erlaubnis, dreißig Schock Grundzins innerhalb der Mark Brandenburg zu erwerben. Im selben Dokument verbot er Lehen zu erwerben, die auf zwei Augen stehen, das heißt, deren Fortbestand von dem Leben eines Menschen abhing. Diese Lehen sollten nach dem Tod der begünstigten Person an Friedrich I. und sein Haus zurückfallen. Zu dieser Zeit (um 1412) gehörten dem Kloster die Dörfer Niederjesar, Döbberin ⊙ und Manschnow ⊙. In der Folge versuchten die Mönche, diesen Streubesitz durch Zukauf in größere zusammenhängende Ländereien auszubauen. Zwischen 1412 und 1415 kauften sie Kunersdorf (⊙ heute Wüste Kunersdorf, Lebus). Das ganze Kunersdorf tauschten die Mönche mit den Brüdern Hake 1415 gegen einen Hof in dem in der Großen Heide gelegenen Jacobsdorf ⊙. Dadurch hatten sie mit der den Herrenhöfen zustehenden freien Holzungsgerechtigkeit ein Mitbenutzungsrecht an der Großen Heide erlangt. Die Große Heide ist ein Heide- und Waldgebiet am rechten Ufer der Drahendorfer Spree, das sich bis in die Niederlausitz und bis in die Herrschaft Beeskow erstreckt. Bereits im Dezember 1415 erstanden die Mönche von Otto Lossow den größten Teil Jacobsdorfs. Nur ein geringer Teil des Dorfes blieb in Besitz der Familie Petersdorf. Die Geldmittel hierfür und für weitere Erwerbungen gewannen sie durch den Verkauf von Manschnow, das die Mönche für 10 Schock Geld und eine Tonne Heringe an den Frankfurter Bürger Paul Grosse gaben. Im Juli 1416 konnten die Mönche mit Hans von Lossow einen Vertrag über den Erwerb des Dorfes Biegen und der halben Großen Heide abschließen, vorbehaltlich der Zustimmung des Landesherren. 1420 erschien Landesherr Friedrich I. wieder in der Mark. Er verweigerte die Übereignung Biegens und der Heide an die Kartäuser, so dass der Kauf wieder rückgängig gemacht werden musste. Als Entschädigung erhielten die Mönche das große Dorf Arensdorf ⊙ „mit dem Holze Ganyn“, frei von Lehnsdienst und Abgaben zugesprochen, das ebenfalls Otto von Lossow gehört hatte. 1421 kauften die Mönche den Rest Jacobsdorfs. In der Folge machten sie kleinere Erwerbungen und kauften weitere Teile Arensdorfs hinzu. Zu den kleineren Erwerbungen gehörte der Hof Wiedenhagen (oder Kam) bei Rathstock, den die Mönche auf Vermittlung von Friedrich Belkow dem Frankfurter Bürger Otto von dem Gasthofe gegen eine lebenslange Rente von 7 Schock Groschen abkauften. Um 1424 scheint die finanzielle Lage des Klosters zeitweilig schlecht gewesen zu sein. Der Visitator Johann vom Marienkloster bei Hildesheim musste die Veräußerung von Hebungen und Einkünften genehmigen.
Bei der Visitation von 1425 wurde festgestellt, dass die 1406 festgelegte Klausur zu klein geworden war. Sie wurde auf die Gartengrundstücke zwischen Kloster und Oder ausgedehnt.
Zwischen 1425 und 1430 gab es einen schweren Konflikt mit dem Lebuser Bischof Christoph von Rotenhagen. Dieser hatte den Bauern von Niederjesar ihnen zustehende Rechte mit Gewalt verwehrt.
1430 erwarben die Mönche vom Nonnenkloster Guben den von Jacobsdorf zu leistenden Heidezins.

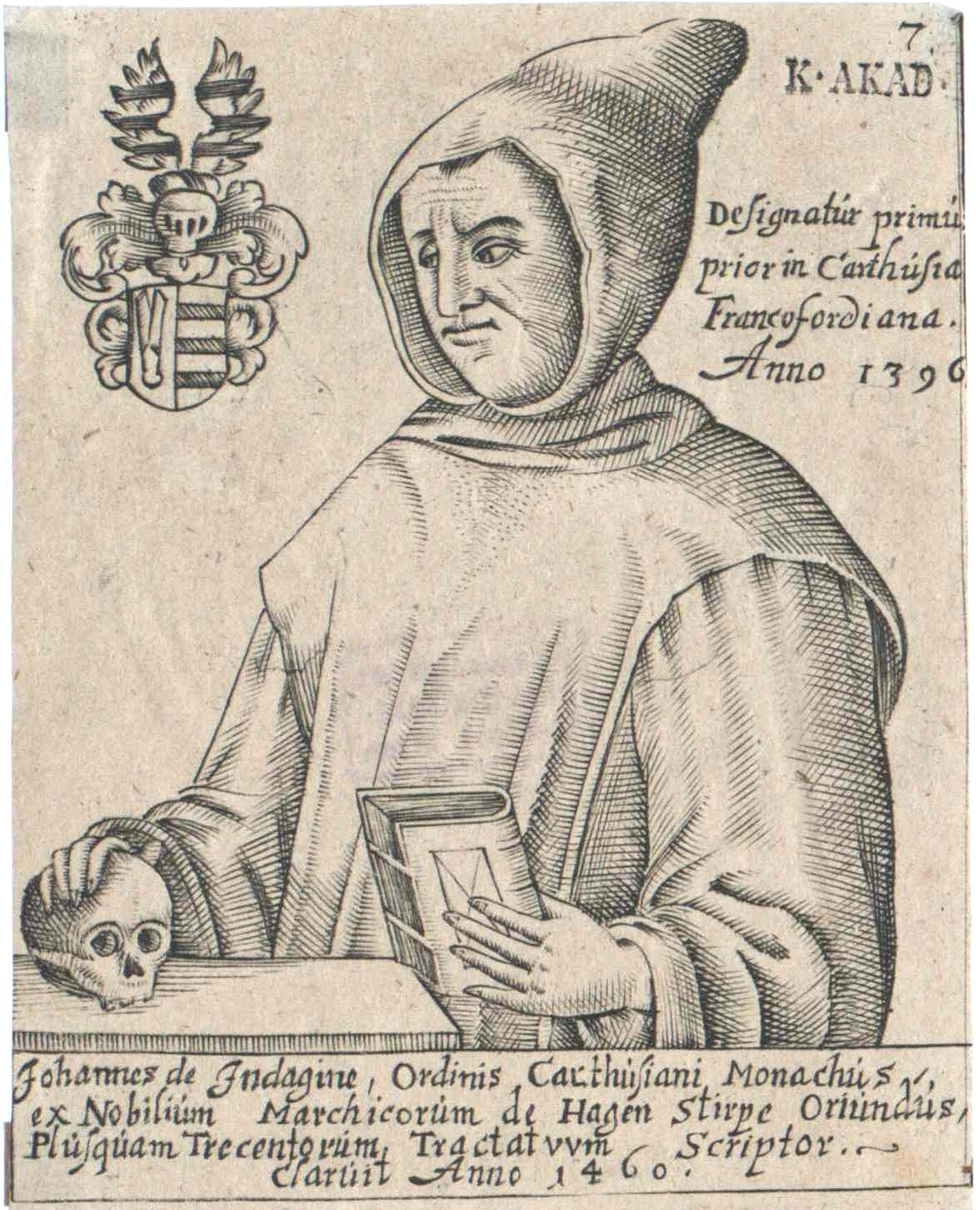
Johannes de Indagine, Prior der Kartause 1461 bis 1464

1432 wurde die Kartause durch die Hussiten zerstört. Nach dem Einfall der Hussiten in das nahegelegene Kloster Neuzelle 1429 wussten die Mönche, das ihnen keine Gnade zuteilwerden würde. Dort waren die Mönche gemartert, ermordet oder verschleppt worden. Da das Kloster außerhalb der Stadtmauern Frankfurts lag, zogen sich die Mönche mit ihren Geldern, Wertsachen und Urkunden in die Stadt zurück. Am 6. April 1432 näherte sich ein Vortrupp der Hussiten von Süden. Sie waren zu schwach, die Stadt anzugreifen. So steckten sie die verlassene Gubener Vorstadt und das leerstehende Kloster in Brand. Alle Altäre wurden zerschlagen, die Häuschen der Mönche zerstört, die Kirche angezündet und der Friedhof verwüstet. Die Frankfurter versorgten die Mönche, das Kloster wurde wieder hergerichtet und spätestens 1437 war es wieder bezogen.
Am 9. September 1438 erwarben die Mönche von Ritter Hans von Lossow zu Friedland das halbe Dorf Briesen ⊙ und Lossows Teil der Große Heide, was diesmal von Markgraf Friedrich II. bestätigt wurde.
Am 14. Juni 1439 konnte Bischof Peter von Lebus die neuerbaute Klosterkirche einweihen.
1440 kauften die Mönche einen Teil der wüsten Feldmark Jahnswalde ⊙ zum Vorteil ihrer Untersassen in Döbberin, die so eine ausgedehntere Viehwirtschaft betreiben konnten. 1442 belehnte Markgraf Friedrich II. das die Mönche mit dem Rest von Briesen, der noch dem Geschlecht der Strantz gehörte. Nach deren Aussterben sollte der Besitz an die Mönche fallen. Im selben Jahr erhielten die Mönche den Pfandbesitz der Dörfer Brieskow ⊙ und Lindow ⊙ an der Schlaube. Damit war der Besitz des fischreichen Brieskower Sees und von Busch- und Waldbeständen verbunden, die über die Schlaube-Oder-Wasserstraße leicht verwertet werden konnten. 1494 gingen Brieskow und Lindow in den ständigen Besitz der Mönche über.
In den Folgejahren verlegten sich die Mönche auf den Betrieb von Mühlen und den Weinbau. Sie kauften Anteile an zahlreichen Wassermühlen, so in Madlitz, Kunersdorf, Lebus und Trettin. Die Mönche betrieben die Mühlen nicht selbst, sondern verpachteten sie. Dafür setzten sie die Mühlen in Stand und bauten einige aus. In Lindow bauten sie zwischen 1442 und 1447 die wüst liegende Mühle wieder auf und richteten zugleich ein Holzsägewerk ein.
1442 kam es zum Streit mit der Kartause Stettin über die Nutzungsanteile an einem Weinberg am Heiliggeistberg in Frankfurt. Das Generalkapitel musste die Prioren Godfried vom Marienkloster bei Hildesheim und Heinrich vom Kloster Marienehe bei Rostock als Schlichter einsetzen. Sie entschieden, dass die Bewirtschaftung beim Frankfurter Kloster verblieb und das Kloster bei Stettin für seinen Anteil bestimmte Mengen Wein geliefert bekam. Dies Regelung wurde noch bis 1509 befolgt. 1446 kauften die Mönche einen weiteren Weinberg. Der Weinhandel war einträglich. Die Mönche handelten oderabwärts auch mit anderen Waren. Dabei genossen sie Zollfreiheit. So gewährte ihnen Kurfürst Friedrich der II. 1451 Zollfreiheit in Oderberg.
Die Mönche betrieben außer Wein- und Obstbau und einer Schafzucht auf der Großen Heide keine Eigenwirtschaft. Sie lebten von den Abgaben und kauften Lebensmittel ein. Des Weiteren verlegten sie sich auf Geldgeschäfte. Für ihr verliehenes Geld nahmen sie abgabefähige Güter als Pfand oder Renten als Zinszahlung. 1450 konnten sie Kurfürst Friedrich II. 1.000 Rheinische Gulden leihen. Dafür wurde ihnen die Urbede der Stadt Strausberg verpfändet. Diese war 40 Schock Groschen wert. 34 Schock gingen an die Mönche, die restlichen 6 Schock wurden am 16. Dezember 1451 dem Präzentor und den Mansionarien zu Lebus verpfändet.
1461 bis 1464 war Johann Bremer von Hagen Prior des Klosters. Er stellte die Verwaltung, das Archiv und die Aufbewahrung und Erhaltung der Privilegien und Dokumente neu auf. In seiner Amtszeit wurden Heinrich Schulz von Sagan wegen gewaltsamer Übergriffe vor Gericht gestellt und die vom Lebuser Bischof Christoph von Rotenhagen unterdrückten Rechte der Bauern von Niederjesar am See Hohenjesar einer Revision unterzogen. Letztere Auseinandersetzungen konnten erst 1507 endgültig geregelt werden. Unter den Mönchen bewirkte Johann einen Aufschwung des geistigen Lebens. Die Beziehungen zu benachbarten Kartausen und anderen befreundeten Klöstern und Orden wurden vertieft.
1476 lehnten sich die Bauern von Brieskow gegen die Mönche auf. Es ging wohl um zu leistende Dienste. Nach Vermittlung durch Vertreter aus Döbberin, Arnsdorf, Jakobsdorf und Briesen, sowie Bürgermeister und Bürger aus Frankfurt (Oder) konnte der Streit beigelegt werden. Am 19. Juli 1476 gelobten die Bauern ewigen Gehorsam.
1486 bestätigte Kurfürst Johann Cicero das Kloster und seine Besitzungen. 1496 erbten die Mönche des Rest Briesens, mit dem es schon 1442 belehnt worden war und den es 1485 wiederverkäuflich erworben hatte. 1494 ging das zwischen Briesen und Arensdorf gelegene Madlitz ⊙ in den Pfandbesitz der Mönche über. Im selben Jahr wurden Brieskow und Lindow ständiges Eigentum des Klosters.
1503 bis 1510 war Gregorius Lichtenrade Prior. Für 1506 sind elf Mönche bezeugt. Das Kloster besaß drei Weinberge, beschäftigte einen Weinmeister und betrieb einen umfangreichen Weinhandel. Es gab auch eine Branntweinbrennerei sowie eine Bierbrauerei. Das Kloster besaß die Dörfer Madlitz, Döbberin, Niederjesar, Arensdorf, Unterlindow, Jacobsdorf, Briesen und Brieskow sowie die Große Heide. 1509 wird Peter Golitz als Prokurator genannt. Am 29. April 1509 begann ein Konflikt mit dem Kurfürsten Joachim I. Dieser forderte an diesem Tag vom Kloster, einen Wagen mit vier Pferden und Fuhrmann zu stellen, um notwendige Dinge (lateinisch „necessaria“) von Berlin nach Tangermünde zu bringen, wo der Kurfürst mit seinem Hofstaat den Sommer verbringen wollte. Die Mönche weigerten sich. Sie hatten als Geistliche nur die üblichen Dienstpflichten der Untersassen des Kurfürsten zu leisten, nicht jedoch Fuhrdienste. Der Kurfürst akzeptierte das nicht und ließ auf den Klostergütern dem dort tätigen Konversen zwei Pferde pfänden und nach Spandau führen. Die Mönche wandten sich an Hofmeister Werner von der Schulenburg. Dieser teilte ihnen mit, dass in Kriegszeiten alle Landeskinder Wagen mit Pferden und Fuhrleuten zu stellen hätten. Die Mönche wandten sich an Bischof Dietrich von Lebus und alle gerade beim Kurfürsten versammelten geistlichen Stände und erwirkten durch deren Fürsprache eine Urkunde, in der sie von den Fuhrdiensten freigestellt wurden. In den folgenden Jahren kommt es jedoch zu einer freundlichen Beziehung zwischen Prior Peter Golitz und dem Kurfürsten.

### Aufschwung unter Prior Peter Golitz
Bald nach 1510 wurde Peter Golitz Prior, ab 1514 ist er nachweisbar. Golitz stammte aus kleinen Verhältnissen. Er war der jüngere Sohn von Friedrich Golitz zu Diedersdorf bei Seelow. Im Kampf gegen die Reformation nahm das Kloster unter seiner Leitung einen letzten Aufschwung. In Kurfürst Joachim I., mit dem es noch 1509 zu einem Konflikt gekommen war, fanden Golitz und das Kloster einen engen Verbündeten. Von 1513 bis 1517 erwarben die Mönche wiederverkäuflich alle Hebungen in Manschnow und Sachsendorf.
Als mit Martin Luther die Reformation ihren Anfang nahm, wandte er sich namentlich gegen den Dominikanermönch und Ablassprediger Johann Tetzel. Dieser befand sich zu dieser Zeit gerade in Frankfurt (Oder). Hier wurde er vom Gründungsrektor der wenige Jahre zuvor gegründeten Brandenburgischen Universität Konrad Wimpina unterstützt. Zu Luthers 95 Thesen von 1517 verfasste Wimpina Antithesen, die von Tetzel verbreitet wurden. Tetzel verteidigte 1518 in der Aula der Frankfurter Universität vor 300 Mönchen erfolgreich seine Doktorarbeit. In der Gubener Vorstadt wurden Luthers Thesen verbrannt. Tetzel hielt sich im ganzen sechs Monate in Frankfurt auf. Er soll in dieser Zeit Gast in der Kartause gewesen sein. Im Angesicht der überall beginnenden Veränderungen durch die Reformation ließ Prior Peter Golitz alle Urkunden und Dokumente neu ordnen und registrieren. Es entstand eine dritte Sammlung des Kopialbuches um alle Privilegien jederzeit griffbereit zu haben und den Beweis der klösterlichen Rechte antreten zu können. Während in anderen Kartausen Mönche entliefen, achtete Golitz streng auf die Ordnung. In benachbarten Kartausen verrohten die Sitten jedoch immer mehr. In der Kartause Rügenwalde wurden 1511 schlechte Sitten festgestellt. Bei der Visitation 1521 hatten sich die Verhältnisse erheblich verschlimmert. Es wurde von Prügeleien unter den Mönchen, Trunksucht und Verkehr mit weiblichen Personen berichtet. Der Frankfurter Prior Peter Golitz wurde 1515 zum Generalvisitor der Provinz Sachsen ernannt. Er ging mit Weisheit vor lockerte mit Einverständnis des Generalpriors wo nötig zeitweilig die Strenge der Ordensstatuten und entließ uneinsichtige Mönche aus den Klöstern. Golitz durfte auch Nonnen- und andere Klöster visitieren. Dazu war er von Fürsten und Diözesanbischöfen energisch aufgefordert worden. Am 7. Mai 1525 visitierte Golitz mit dem Prior des Kartäuserklosters Grabow bei Stettin, das der Auflösung nahen Kartäuserkloster Marienehe bei Rostock. Der dortige Prior Peter Schulte wurde wegen Unfähigkeit der Leitung des Klosters enthoben, die Mönche ermahnt, Strafen verhängt und die Unterordnung unter einen neuen Prior verlangt. Schon 1527 musste Golitz das Marieneher Priorat jedoch selbst übernehmen und hatte es bis mindestens 1529 inne.
1525 bestätigte Kurfürst Joachim I. den seit 1450 bestehenden Pfandbesitz der Urbede Strausbergs und erhöhte das Darlehen um weitere 100 Gulden. Am 25. April 1529 verliehen Generalpriorat und Generalkapitel Peter Golitz das höchste Benefizium des Ordens, eine Privatmesse in jedem Karthäuserkloster und nach seinem Tode in der sächsischen Ordensprovinz den vollen Monachat zu Heil und Frieden seiner Seele (lateinisch post hujus vite tumultus et inquietationes).

### Auflösung
1534 wurde in Pommern die Reformation eingeführt, was das Ende der mit dem Frankfurter Kartause eng verbundenen Kartausen Marienehe bei Rostock und Grabow bei Stettin bedeutete. Weil sich immer weniger Männer für das Klosterleben bereit fanden, gab es 1534 in der Frankfurter Kartause nur noch 7 Mönche und 2 Konversen. 1535 starb der Brandenburgische Kurfürst Joachim I., der am alten Glauben festgehalten hatte. Dessen Frau war 1528 wegen der Glaubensfrage vor ihrem Mann nach Sachsen geflohen und auch die Kinder waren zum neuen Glauben gewechselt.
In Frankfurt hatte sie die Haltung zum Kloster dramatisch verändert. Man brauchte es nicht mehr als geistliche Fürbitterin und sah die Mönche nur als faule Nutznießer ihrer Pfründe. 1535 brachte der Rat der Stadt Frankfurt mit Hilfe des Kurfürsten die sogenannten Fünfzüge innerhalb des Stadtgebiets wieder in seinen Besitz. Die Landbevölkerung begann nicht nur, den Mönchen die Abgaben zu verweigern, sondern steckten deren Besitz in Brand. Seit den 1520er Jahren gab es in jedem Jahr Waldbrände in der Großen Heide und der Lossower Freiheide.
Prior Peter Golitz nahm gegenüber dem neuen Kurfürsten eine schroffe und ablehnende Haltung an. Das Kloster verweigerte Dienst- und Herbergspflichten. 1536 zwang Kurfürst Joachim II. die Mönche unter Androhung der Pfändung zu seiner Reise zur Vermählungsfeier mit der polnischen Prinzessin Hedwig von Krakau 8 Pferde, 4 Wagentreiber und 2 Wagen zu stellen.
Prior Golitz begann, den Besitz des Klosters in Sicherheit zu bringen. Er ließ Geld, Kleinodien und Briefe über die Landesgrenze in Sicherheit bringen. Zudem ließ er in den Klosterwaldungen Holz schlagen, um es zu Geld zu machen. Des Weiteren verkaufte er Grundstücke. Von der Landbevölkerung zog er schonungslos alle dem Kloster zustehenden Abgaben ein. Als Golitz 1536 einen Weinberg in Frankfurt verkaufte, schritt der Kurfürst ein. Er ließ den Weinberg einziehen. Die Mönche mussten dem Käufer die bereist gezahlte Hälfte des Kaufpreises und alle Unkosten zurückerstatten. Trotz Bitten Prior Golitz’ an den Probst von Berlin Wolfgang Redorfer, den Bischof von Lebus Georg von Blumenthal, den Erzbischof Albrecht und zuletzt den einflussreichen Kurfürstlichen Rat Eustachius von Schlieben blieb der Weinberg in der Hand des Kurfürsten und ging später an die Brandenburgische Universität.
Kurfürst Joachim II. hatte sich noch nicht für die Reformation entschieden, sondern versuchte, zwischen den Anhängern des alten und des neuen Glaubens zu vermitteln. Darum weilte er im Mai 1538 am Hof von König Ferdinand in Bautzen. Dort traf Joachim den päpstlichen Nuntius Giovanni Morone. Dieser war fest überzeugt, den Kurfürsten auf der Seite des alten Glaubens zu haben. Kurfürst Joachim II. unterbreitete Morone den Plan, die Brandenburgische Universität aus dem Mitteln der Kartause Frankfurt finanziell abzusichern. Er erhielt die volle Zustimmung des päpstlichen Botschafters.
Die Mönche protestierten entschieden. Der Prior wandte sich sogar an das Reichskammergericht in Speyer. Nachdem 1539 die Reformation in der Mark Brandenburg eingeführt worden war, trat Kurfürst Joachim II. von Brandenburg 1540 öffentlich zum Protestantismus über. Er entschied endgültig, die Mehrheit des Besitzes des Kartäuserklosters der Universität Frankfurt zu übereignen. Dazu gaben auch der Lebuser Bischof Georg von Blumenthal und die märkischen Stände ihre Zustimmung.
Die Abwicklung übertrug Kurfürst Joachim II. seinem Rat Eustachius von Schlieben. Dieser sollte als Erbvogt der Universität alle Güter der Mönche einziehen und in seine Verwaltung bringen. Von Schlieben begab sich mit dem Marschall des Kurfürsten und einigen anderen, darunter den Bürgermeistern Frankfurts zu Peter Golitz, dem Prior der Frankfurter Kartause, um eine gütliche Einigung zu erzielen. Von Schlieben wollte einen Vogt im Kloster einsetzen, der sämtliche Güter verwalten und die Mönche zeitlebens mit Lebensunterhalt versehen sollte. Die Überschüsse sollten jedoch an die Frankfurter Universität fallen. Prior Peter Golitz lehnte ab. Er verwies darauf, dass er die Leitung des Klosters nicht ohne Genehmigung der Leitung des Kartäuserordens abgeben könne. Man müsse ein allgemeines Konzil abwarten. Die Vertreter des Kurfürsten wollten jedoch nicht mehr warten. Es wurde neben dem Klosterpförtner ein zweiter Pförtner eingesetzt und beide in kurfürstlichen Eid und Pflicht genommen. Mehrere Wochen lang durfte niemand das Kloster verlassen oder hinein gehen oder mit dem Prior sprechen ― auch Verwandte nicht. Zusätzlich wurde auf Kosten der Mönche eine Truppe kurfürstlicher Reiter im Kloster einquartiert, die 20 Wochen im Kloster blieb. Während dieser Zeit tranken die Reiter ein Fuder Weißwein (ein preußisches Fuder entsprach etwa 825 Liter) und verbrauchten fast 12 Wispel Hafer (etwa 15,5 Kubikmeter). Nach einer Weile erschien von Schlieben zusammen mit einigen kurfürstlichen Räten sowie den Collegiaten und Doktoren der Universität, um dem Prior neue Vorschläge zu unterbreiten. Die Vorschläge umfassten unter anderem weiterhin die volle Versorgung der Mönche. Prior Peter Golitz weigerte sich, einen Vertrag zu unterzeichnen, man könne ihm geben was man wolle. Dieser letzte Satz wurde später als Zustimmung zur Enteignung ausgelegt, wogegen Peter Golitz eindeutig protestiert. Da keine Einigung zu erzielen war, setzte Eustachius von Schlieben die Enteignung um. Der Marschall wurde mit 15 Reisigen in die Klosterdörfer geschickt, um den Untersassen den Huldigungseid abzunehmen. Dieser war an Eustachius von Schlieben als Vertreter des Kurfürsten zu leisten. Derselbe Eid wurde den Amtleuten und Dienern im Kloster abverlangt. Das gesamt Inventar im Kloster wurde aufgeschrieben und dem Prior das Versprechen abgenommen, nichts davon wegzubringen.
Die Universität erhielt die Klosterbibliothek, alle Immobilien und den Güterbesitz. Die verbliebenen Mönche hatten im Kloster lebenslanges Wohnrecht, sie durften jedoch keine Novizen aufnehmen. Am 15. Oktober 1551 starb Peter Golitz. 1568 starb Georg Preuss, der letzte Mönch der Frankfurter Kartause.
Die Klostergebäude wurden als Steinbruch genutzt. Mit dem Obst aus den Klostergärten wurden die Professoren der Frankfurter Universität versorgt. Im Jahr 1631 wurden die Reste des Klosters bei der Belagerung durch die Schweden niedergebrannt. Sichtbare Baureste des Klosters existieren nicht.
Aktenstücke über das Kloster befinden sich im Stadtarchiv Frankfurt (Oder) und im Brandenburgischen Landeshauptarchiv.